# Ceaca
Ceaca – wieś w Rumunii, w okręgu Sălaj, w gminie Zalha. W 2011 roku liczyła 233 mieszkańców.